# BioShock
BioShock — компьютерная игра в жанре шутера от первого лица с элементами RPG и научной фантастики. Разработана компанией 2K Boston (позднее Irrational Games), издана 2K Games для Windows и Xbox 360 в 2007 году. В 2008 году выпущена версия для PlayStation 3, в 2009 году — версия для OS X, разработанная компанией Feral Interactive. 29 мая 2020 года была выпущена версия для Nintendo Switch в издании Bioshock: The Collection.
На русский язык игру перевела компания 1С, выход состоялся в октябре 2007 года.
Ведущий геймдизайнер BioShock — Кен Левин. Игра является духовным наследником игр System Shock и System Shock 2. Она не связана с ними сюжетно, но черпает ряд тем и элементов геймплея. Кроме того, часть разработчиков BioShock ранее занимались созданием System Shock 2. Сценарий BioShock включает в себя критическое переосмысление творчества и философии Айн Рэнд, в частности её книги «Атлант расправил плечи» (1957).
Действие BioShock происходит в 1960 году. Главный герой, молодой человек по имени Джек, в результате авиакатастрофы попадает в подводный город Восторг, скрытый на дне Атлантического океана. Восторг был создан миллионером Эндрю Райаном в качестве идеального, с его точки зрения, общества. Однако открытие вещества под названием «АДАМ», дающего людям сверхчеловеческие силы, а также всё более сомнительная политика Райана, установившего вопреки собственной философии в городе жестокую диктатуру, раскололи общество Восторга и в конечном счёте привели к гражданской войне и падению утопии.
Джек под управлением игрока обследует заброшенные и населённые враждебными мутантами уровни Восторга. Кроме визуальных сцен, сюжет подается посредством найденных аудиозаписей, а также радиопереговоров с немногочисленными дружественными персонажами.
Будучи шутером от первого лица, BioShock содержит и элементы ролевых игр. Игроку позволено улучшать своё оружие и способности, преодолевать препятствия несколькими способами, а также принимать неоднозначные с точки зрения морали решения — например, оставлять определённых персонажей в живых или убивать.
BioShock снискала высокие оценки критиков. Игровая пресса похвалила философский сценарий игры и необычный, детально проработанный мир. BioShock получила ряд наград, в том числе звание «Игра года» от BAFTA, Game Informer, Spike Video Game Awards и IGN. В 2010 году выпущено прямое продолжение — BioShock 2, разработанная 2K Marin, также, в том же году была выпущена мобильная версия для Java и BREW в 2D и 3D виде, которая включала в себя первые несколько уровней оригинальной игры, а в 2013 году — «духовный наследник», игра BioShock Infinite, разработанная Irrational Games.

## Сюжет

### Предыстория
Я Эндрю Райан, и я здесь, чтобы задать вам один вопрос: разве не имеет права человек на заработанное в поте лица своего? Нет, говорят нам в Вашингтоне, всё принадлежит бедным. Нет, говорят нам в Ватикане, всё принадлежит Богу. Нет, говорят нам в Москве, это принадлежит всем. Я отверг эти ответы. Вместо этого я выбрал нечто иное. Я выбрал невозможное. Я выбрал... Восторг. Город, где художник не боится цензора, где великое не ограничено малым, где учёного не стесняет ханжеская мораль… 
Восторг может стать и Вашим городом тоже.
Город Восторг был тайно построен промышленным магнатом Эндрю Райаном на дне Атлантического океана в 1946 году. Райан, изначально носивший имя Андрей Раяновский, родился в Минске в 1892 году. В 1920-е годы эмигрировал из СССР в США, где разбогател на производстве стали.
Атомные бомбардировки Хиросимы и Нагасаки потрясли Райана. Для него эти события стали примером того, как наука и талант служат чужим интересам и становятся оружием уничтожения. Именно потому Восторг задумывался как убежище для великих художников, учёных и мыслителей, где они творят свободно, без гнёта со стороны государства или религии, как место, где любой гражданин стремится к собственной выгоде, а не жертвует собой ради других.
Город имел автономную систему питания, основанную на геотермальной энергии, комплексы по очистке воды, добыче морепродуктов, охране правопорядка и другие. В 1950-е годы население Восторга составляло несколько тысяч человек (преимущественно беженцы из павшей Германии, павшей Японской Империи и разъединённой Кореи), каждого из которых Райан чтил и считал величественным человеком. Чтобы сохранить существование Восторга в тайне, Райан запретил общение с внешним миром.
В течение нескольких лет Восторг выглядел именно так, каким хотел видеть его Эндрю Райан, — «раем» для свободных и богатых граждан. Город был свободен от власти, религии, правительства и других организаций, и жители могли реализовываться без ограничений. Однако в конечном счёте немногие смогли позволить себе непрерывно заниматься творчеством. Райан не предусмотрел, что городу необходимы также условия для служащих, уборщиков, снабженцев, строителей, ремонтников — людей, которые обеспечивали бы город кислородом, провизией, ремонтировали дома, устраняли протечки в коридорах. Отсутствие в городе организаций по защите рабочих привело к тому, что в этой области стали процветать махинации, обман, эксплуатация обычных людей.
Из-за запрета на контакт с внешним миром возник чёрный рынок, который возглавил Фрэнк Фонтейн, бывший бандит и уголовный преступник. Путём незаконной деятельности Фонтейн за короткий срок накопил большое состояние.
Неожиданное научное открытие нарушило равновесие в городе. Немецкая учёная-генетик Бриджит Тененбаум обнаружила уникальные свойства одного из видов морских моллюсков, который вырабатывал вещество «АДАМ», способное излечивать любые раны и болезни. Фонтейн согласился финансировать её исследования и создал компанию Fontaine Futuristics, которая стала разрабатывать на его основе серии генетических модификаций под названием «плазмиды», дающие людям сверхспособности (для их использования требовалась сыворотка под названием «ЕВА»). Однако «АДАМ» вызывал у принимающего сильную зависимость, замещая клетки человека своими. Чрезмерное употребление вещества приводило к изменению разума и внешности в худшую сторону.

Подводный город Восторг

Растущее потребление «АДАМа» привело к его нехватке. Тененбаум обнаружила, что моллюск, помещённый в тело хозяина, производит «АДАМ» в 10—20 раз больше. Такими хозяевами стали маленькие девочки, которых стали называть «маленькими сестричками». Для этого Фонтейн создал приюты, куда поступали сироты, а также потерявшиеся или отнятые у родителей девочки. Впоследствии из них «изготавливали» «маленьких сестричек», имплантируя моллюска в брюшную полость и обучая собирать «АДАМ» из трупов.
Производство плазмидов и генетических тоников на основе «АДАМа» приносило большую прибыль Фонтейну, и с помощью этого вещества была создана армия мутантов. Ужаснувшись изменениям, произошедшим в городе по вине Фонтейна, Райан решает уничтожить его империю, люди Райана уничтожают Фонтейна в перестрелке с его бандитами. Райан прибирает к рукам все компании Фонтейна, нарушив свой же основной принцип свободного предпринимательства. Используя разработанные в Fontaine Futuristics технологии, Райан многократно увеличивает производство плазмидов, что ведёт к быстрой деградации горожан. Часть граждан города, возмущённых возрастающей диктатурой Райана, начинает вести отчаянную борьбу против него. Через некоторое время после смерти Фонтейна в Восторге появляется человек по имени Атлас. Он быстро завоёвывает популярность среди населения, доведённого до отчаяния репрессиями Райана. Атлас становится лидером Сопротивления, его власть быстро возрастает и начинает преобладать над властью Райана.
К тому моменту, как главный герой попадает в город, лишь немногие люди остались нормальными: они выжили, запершись в своих домах и лабораториях. Город населяют агрессивные сумасшедшие сплайсеры (англ. Splicers) — мутировавшие жители города. Сестрички, вышедшие из-под контроля учёных, продолжают свою работу собирания «АДАМа» из тел мёртвых, путешествуя по залам Восторга со своими Папочками-телохранителями.
Погибшая утопия доказала абсурдность идеалов Эндрю Райана. Он хотел освободить учёного от ханжеской морали. А получил доктора Штайнмана, который во имя великой идеи кромсал человеческие тела и убивал своих пациентов; Тененбаум и Сушонга — новых Франкенштейнов, породивших чудовищ; ботаника Джулию Лангфорд, готовую продавать даже воздух. Райан хотел, чтобы свободный рынок регулировал человеческие взаимоотношения созданного им общества. А получил короля чёрного рынка, беспринципного мошенника Фонтейна, чьи безжалостные методы наводили страх даже на его собственных бандитов. Райан хотел, чтобы художник творил без цензуры, а получил извращенца Сандера Коэна, не знающего границ. Столкнувшись с реальностью, Райан стал диктатором. «АДАМ» лишь стал катализатором разложения общества Восторга, главной причиной его гибели стал отказ от общечеловеческой морали.

### Игра
Игрок управляет главным персонажем по имени Джек. В 1960 году Джек оказывается единственным выжившим пассажиром авиалайнера, который падает посередине Атлантического океана, рядом с тайным входом в Восторг. Джеку ничего не остаётся, как подплыть ко входу, представляющему собой высокий маяк, и спуститься в батисфере в город. Когда он прибывает в батисфере в неведомое ему место, с ним по рации связывается Атлас. Он предлагает помощь и становится для Джека единственной спасительной ниточкой в этом месте.
Джек узнаёт, что находится в городе, который погружён в хаос и населён мутантами и призраками. Атлас рассказывает Джеку, что человек, который создал этот город, Эндрю Райан, почему-то сейчас решил его разрушить. Райан следит за каждым движением Джека через камеры охраны, считая его агентом либо ЦРУ, либо КГБ и постоянно пытается уничтожить, активируя охранные системы и насылая на него агрессивных мутантов, которыми, по словам Атласа, управляет с помощью феромонов.
Чтобы Джеку было проще выжить, Атлас знакомит его с возможностями «АДАМа» и рассказывает ему о том, что это такое, и что добыть его можно из Маленьких Сестричек. Когда Джек впервые встречается с Сестричкой, Атлас старается убедить его, что для выживания нужно их убивать, но неожиданно появляется Тененбаум, которая просит Джека освободить девочек от страданий. Для этого она даёт Джеку особый плазмид, который позволяет вернуть Маленьким Сестричкам человеческую сущность. Сделав это, Джек получает лишь часть от всей дозы «АДАМа», содержащейся в Сестричке, но доктор Тененбаум обещает награждать Джека за спасение девочек. Решением убивать или спасти Сестричек игрок определяет концовку игры.
Атлас просит Джека помочь ему освободить его семью, которая заперта в батисфере в Дарах Нептуна. Но как только Джек по тайной тропе контрабандистов приходит к батисфере, Райан взрывает её. Обезумевший от горя Атлас клянется отомстить Райану и не сомневается, что Джек, уже настроенный против Райана, поможет ему. Джек попадает в Аркадию — парк, который обеспечивает кислородом весь город, где Райан вновь проявляет свою кровавую натуру: он отравляет деревья ядовитым газом, а потом на глазах Джека убивает Джулию Лангфорд, которая знала, как спасти деревья. Следуя рекомендациям Джулии, которые ей всё-таки удалось оставить, и советам Атласа, Джеку удаётся спасти Аркадию. Пройдя через Форт «Весёлый», Джек попадает в Гефест — место, где находится центр управления Восторгом. Атлас предупреждает Джека, что Райан теперь во всеоружии и Джеку ничего не остаётся, как пойти в офис Райана и разделаться с ним, иначе он убьёт их обоих.
Джеку удаётся взломать охранную систему офиса Райана. Но, когда тот видит Джека воочию, он понимает, что тот его собственная плоть и кровь — его сын. Он не может поднять руку на своего сына и решает с его помощью покончить с собой, но перед этим он открывает Джеку глаза на то, что тот лишь исполнял чужие приказы и демонстрирует это, приказав с помощью фразы «будь любезен» убить себя. После гибели Райана Джек с помощью генетического ключа Райана останавливает запущенную им процедуру разрушения города. Ощущая свой триумф и полную безнаказанность, Атлас, смеясь, признается Джеку, что никакого Атласа никогда не было и он на самом деле Фрэнк Фонтейн. А Джек был закодирован исполнять любые приказы, как только ему скажут «будь любезен». После остановки процедуры разрушения включается система безопасности офиса Райана, но Джека успевают спасти доктор Тененбаум и вылеченные Сестрички.
Джек попадает в дом Тененбаум, где живут Сестрички, излеченные от воздействия «АДАМа». Тененбаум рассказывает Джеку, что он был послушным инструментом Фонтейна, а доктор Сушонг внедрил в мозг Джека фальшивые воспоминания и команды, с помощью которых Фонтейн руководил Джеком. Ей удаётся снять часть кодирования, с помощью которого Фонтейн мог руководить действиями Джека. Чтобы больше узнать о том, что с ним делали, Джек направляется в квартиру Сушонга.
Фонтейн, узнав, что Джек больше не подчиняется кодовой фразе, приходит в ярость. Но у него остаётся возможность приостанавливать работу сердца Джека, отнимая у него здоровье. Обыскав апартаменты Сушонга, Джек узнаёт, что тот сделал специальное средство под номером 192 по приказу Фонтейна, который боялся потерять свою власть. Это средство снимает ментальную зависимость от «АДАМа». Тененбаум вспоминает, что украла какое-то секретное средство у Сушонга, и теперь понимает, что оно значило. Но в её квартире Джек средства не находит, потому что до этого её обыскали люди Фонтейна. Тененбаум предполагает, что средство находится в доме Фонтейна и её догадка оказывается верной: Джек, обыскав дом, находит средство. Но его оказывается слишком мало, что к тому же приводит к проявлению побочного эффекта: Джек больше не может контролировать активацию необходимых ему плазмидов и поэтому вынужден искать ещё одну дозу средства под номером 192. Тененбаум советует Джеку обыскать люксы Меркурия, где находилась лаборатория Сушонга. В лаборатории Сушонга Джек находит ещё одну дозу средства и после того, как принимает её, побочные эффекты устраняются.
Освободившись от влияния Фонтейна, Джек получает возможность наконец осуществить свою месть. Чтобы добраться до Фонтейна, Тененбаум предлагает Джеку замаскироваться под Большого папочку, тогда одна из сестричек проведёт его к нему. По прибытии Джека, Фонтейн принимает огромную дозу «АДАМа», становясь похожим на Атланта. В конце концов, Джеку и Сестричкам удаётся победить Фонтейна.

### Концовки
Игра предполагает три концовки, две из которых практически одинаковы.
- Если игрок спасал Сестричек по просьбе доктора Тененбаум, то в финале они нападают на Фонтейна и убивают его своими шприцами. Затем Маленькие Сестрички покидают Восторг вместе с Джеком, чтобы начать нормальную жизнь на поверхности. Финальная сцена показывает пожилого Джека при смерти, которого за руку держат выросшие Маленькие Сестрички. Доктор Тененбаум говорит при этом, что Джек обрёл семью, которой был лишён.
- Если игрок опустошал (убивал) Сестричек (опустошение по меньшей мере двух Сестричек обеспечит эту концовку), то после смерти Фонтейна он забирает ключ от города, получая полную власть. К месту гибели самолёта подходит подлодка. Вокруг неё начинают всплывать батисферы. Из них выпрыгивает множество мутантов-пауков и убивают изумлённых матросов. Мутанты захватывают подлодку, и финальный кадр указывает на баллистическую ракету, готовую к запуску.
- Третья концовка (опустошение именно первой Сестрички обеспечивает эту концовку) является полной копией второй, но Тененбаум говорит финальный монолог с сожалением в голосе, сочувствуя судьбе главного героя.

## Игровой процесс

Вода — один из важных элементов стилистики игры.

Как и в System Shock 2, в BioShock игрок может использовать RPG-подобные модификации для улучшения способностей персонажа.
Игрок собирает оружие, аптечки и плазмиды, дающие ему сверхспособности, такие как телекинез или электрошок, всё время отбиваясь от сумасшедшего населения подводного города Восторг. Иногда игроку необходимо использовать скрытность, чтобы проскользнуть мимо камер системы безопасности и врагов, также есть возможность взламывать различные механические системы для получения различных бонусов.
Основными ресурсами в игре являются АДАМ (англ. ADAM), ЕВА (англ. EVE), деньги и боеприпасы разного типа различных модификаций для всех видов оружия (патроны для огнестрельного, взрывчатые снаряды для гранатомёта, топливо для химического распылителя, болты для арбалета, фотоплёнка для фотосканера). АДАМ используется при покупке генетических модификаций и плазмидов для игрока, ЕВА позволяет использовать активные плазмиды, а деньги позволяют игроку приобретать особые предметы и боеприпасы, залечивать раны при помощи автоматических медицинских станций, а также подкупать электронные системы вместо взлома.
Для адаптирования и продвижения персонажа игрок может тратить АДАМ для приобретения плазмидов, чтобы генетически модифицировать себя и получить новые или улучшенные способности и оружие. Они разделены на группы: боевые, инженерные, активные и физические. «Активные» плазмиды, по сути, являются альтернативным оружием, напоминающим магию. Другие классы плазмидов, названные генетическими тониками, являются пассивными увеличителями способностей. Например, тоник «Камуфляж» делает невидимым стоящего на месте игрока.
Разработчики игры предлагают игроку использовать воображение, применяя плазмиды. Многие из них могут быть по-разному использованы. Например, одним из первых боссов является сумасшедший хирург. Игрок может использовать плазмид «Сжигание», чтобы воспламенить хирурга, а когда он попытается потушить себя в воде, игрок может оглушить его электроударом. Пока он стоит в шоке, игрок может взломать медицинскую станцию, чтобы она отравила хирурга, когда тот попытается ей воспользоваться. Телекинез позволяет игроку оперировать чем угодно, что не прибито к полу; игрок может не только поймать гранату или ракету и отправить её обратно, но и притянуть горящий объект (возможно, подожжённый соответствующим плазмидом) и бросить его во врага. Телекинезом также можно обезвреживать или устанавливать ловушки. В общем, телекинез — биологическая версия гравипушки из Half-Life 2. У игрока ограниченное количество ячеек для различных групп плазмидов, что требует тактических решений: какими стоит вооружаться, а какие оставить на потом (полученные плазмиды не исчезают, а хранятся до востребования игроком в Gene Bank).
Хотя самого игрока не видно в игре, некоторые плазмиды изменяют его внешний вид (например, при использовании плазмида «Заморозка», рука игрока покрывается ледяной коркой и сосульками), что походит на изменения внешности сплайсеров, но в меньшей степени. «Улучшенные» версии плазмидов более сильно изменяют вид игрока (с увеличением уровня плазмида «Заморозка» увеличивается длина сосулек). Всего в игре более 40 плазмидов и тоников, некоторые из которых имеют несколько уровней. Генотоники одного вида можно использовать совместно, тогда они усиливают друг друга.
Игрок также может модифицировать оружие в особых станциях усовершенствования оружия, названных «Власть народу» (англ. Power to the People). Модификации предоставляют большие магазины, улучшенную огневую мощь и т. п. Количество станций в игре позволяет произвести именно столько улучшений, сколько возможно (два для каждого оружия). Игрок также может менять тип боеприпасов для каждого оружия (кроме разводного ключа); например, револьвер может стрелять обычными, противопехотными и бронебойными пулями. В игре также есть особый фотосканер (англ. «Research camera»), который позволяет при съёмке на генетическом уровне изучать слабости врагов.
Игрок может найти особый тип машины под названием «Универсальный конвертер» (англ. U-Invent), при помощи которой игрок может использовать различные детали и химикаты, найденные в Восторге, чтобы создавать боеприпасы, ловушки, устройства для взлома и т. д. После гибели игрок возрождается в ближайшей «Вита-камере» (англ. «Vita-chamber»). После установки патча версии 1.1 возрождение в «Вита-камерах» можно отключить.
Несмотря на то что BioShock представляет собой линейный шутер, геймплей предполагает определённые степени свободы для игрока. Игрок может вернуться на любой уровень, благодаря системе батисфер. Игрок может выполнять миссию, состоящую из нескольких этапов, меняя этапы местами. Для приобретения АДАМа игроку предоставляется две возможности: освободить Сестричку от слизняка-симбионта с помощью плазмида Тененбаум, получив половину от всего АДАМа, или же просто вырвать слизняка, тем самым опустошив (убив) её. Также он может вообще не собирать АДАМ у Сестричек, хотя в таком случае выполнение последнего этапа игры значительно усложняется.

## История разработки
Согласно заявлениям разработчиков, BioShock имеет нечто общее с игрой System Shock 2. На выставке E3 2006 Кен Левин рассказал о сходстве между двумя этими играми. Плазмиды в BioShock выполняют ту же функцию, как и «Psionic Abilities» в System Shock 2, игрок имеет дело с камерами охраны, турелями и так же, как в SystemShock 2, может их взломать. Аудиодневники в BioShock напоминают логи e-mail сообщений в System Shock 2. В обеих играх есть «призраки». В BioShock также можно модифицировать оружие, как и в System Shock 2. Атлас ведёт игрока, как это делает Доктор Джанис Полито в System Shock 2. В обеих играх существует возможность выполнить задание разными способами.
По воспоминаниям Криса Клайна, ведущего программиста игры, в начале 2002 года, когда Irrational Games приняла решение начать разработку крупнобюджетного проекта, задача изначально была поставлена так: «Давайте просто сделаем [ещё один] System Shock 2 — это будет просто, потому что мы уже один раз сделали System Shock 2». Разработчики рассчитывали, что смогут повторить в новой игре все те же элементы, которые принесли System Shock 2 признание критиков, и избежать тех, которые стали причинами коммерческого провала этой игры. Было решено привнести в общую концепцию System Shock 2 инновации в двух областях: в повествовании и в сфере искусственного интеллекта — разработчики поставили перед собой задачу создать окружение, которое управлялось бы AI и не занималось бы исключительно попытками уничтожить игрового персонажа. Разработка игры была прервана в 2002 году и возобновлена лишь два года спустя.
Сюжет игры несколько раз подвергался изменениям и первоначально был мало похож на то, что получилось в результате. На ранних этапах разработки сюжет BioShock включал в себя темы экспериментов нацистов над людьми; его действие происходило в близком будущем на тропическом острове, в заброшенной лаборатории времён Второй мировой войны, а противниками игрока должны были выступать химерические существа — жертвы экспериментов, совмещающие в себе фрагменты человеческой анатомии и поведение животных. Не все существа на острове должны были быть враждебны к игроку; так, существа-«сборщики» должны были заниматься поиском трупов, их поеданием и переработкой в генный материал, а существа-«солдаты» — сопровождать сборщиков и защищать их. Этот же самый генный материал должен был использоваться в качестве денег для продажи и покупки каких-то предметов, а также в виде «генетических имплантатов» для усиления игрового персонажа и придания ему новых способностей.
Хотя концепция «сборщиков», извлекающих из трупов ценную субстанцию под охраной более сильных существ, оставалась неизменной в процессе разработки, дизайнеры несколько раз меняли внешний вид и историю этих персонажей: по словам программиста игры Криса Клайна, существа, в окончательной версии игры ставшие Маленькими Сестричками, первоначально имели вид насекомых, позже лягушек в бутылках и даже собак в инвалидных колясках.
Согласно интервью, данному Кеном Левином сайту Shacknews в 2007 году, сюжет об острове с нацистской лабораторией не был проработан должным образом — на ранних порах разработки Левин довольно туманно представлял себе, о чём будет рассказывать игра. Он также развивал другой вариант сценария, никак не связанный с первым: в этом варианте главный герой должен был стать «депрограммером» — специалистом по «возвращению» членов сект к нормальной жизни, который похищает людей и подвергает их психологическому давлению. Этот вариант также не разрабатывался детально и со временем был отброшен.
По словам дизайнера Джо Макдонаха (англ. Joe McDonagh), принимавшего участие в работе над игрой, Кен Левин годами пытался предложить игру различным компаниям-издателям, но получал отказы. Сам Макдонах, начавший работу в Irrational Games в конце 2004 года в должности директора по развитию бизнеса, предлагал игру некоему издателю и из вторых рук получил отзыв издателя о ней: «очередной грёбаный шутер для ПК, который продастся тиражом в 250 тысяч копий».
Как признавался Кен Левин в своём интервью, на сюжет игры его вдохновили книги Айн Рэнд, Джорджа Оруэлла, и другие книги об утопиях и антиутопиях, созданные в XX веке.

### Отсылки и влияние
Джон Галт был миллионером. Он был сказочно богат. Однажды ночью, пересекая на своей яхте просторы Атлантики, он попал в страшный шторм. Тогда-то он и нашёл её. В глубине океана он увидел остров, который затонул, став недосягаемым для людей. Он увидел сиявшие на дне океана башни Атлантиды. Это было зрелище, однажды взглянув на которое, человеку больше не хотелось видеть остальной мир. Джон Галт затопил свой корабль и пошёл ко дну вместе со всей командой.
Книги Айн Рэнд явно оставили в сюжете гораздо более заметный след, чем остальные. Имена Фонтейна и Атласа были взяты из названий двух самых известных книг Рэнд: The Fountainhead («Источник») и Atlas Shrugged («Атлант расправил плечи»), идеалы Эндрю Райана были основаны на объективизме Айн Рэнд, имя Эндрю Райана обыгрывает имя писательницы. Биография Эндрю Райана напоминает как биографию писательницы, так и биографию основателя могущественной корпорации «Таггарт Трансконтинентал», описанной в её книге «Атлант расправил плечи» — Нэта Таггарта. В этой же книге есть глава, которая называется «Цепь» («Великая цепь» Эндрю Райана является аллюзией, отсылающей к ней). Бюст Эндрю Райана в холле тайного входа в Восторг напоминает описание вестибюля корпорации «Таггарт Трансконтинентал» и памятника Нэту Таггарту. Плакаты «Who is Atlas?», развешанные в огромных количествах на стенах в Восторге, отсылают к сюжету книги, где персонажи в различных обстоятельствах, обычно от безысходности и отчаяния, постоянно задают вопрос: «Кто такой Джон Голт?» («Who is John Galt?»). По сюжету книги Джон Голт был гением, чьи идеи в мире «паразитов» оказались не нужны, поэтому он решил построить «рай на земле для богатых» — создателей материальных ценностей, вдали от мировой цивилизации, которую пожирают «паразиты» — люди, которые призывают богатых жертвовать своим делом ради мнимого «общественного блага». Джон Голт является прообразом как Эндрю Райана, построившего свой город-рай по тем же причинам, что и Джон Голт, так и антипода Райана — Атласа, который внешне напоминает мужественных суперменов Айн Рэнд и считается символом освобождения от деспотии. На мысль о создании подводного города авторов скорее всего натолкнула одна из легенд, рассказанных в книге о Джоне Голте о том, что он нашёл Атлантиду и, увидев «сиявшие на дне океана башни», больше не захотел возвращаться в обычный мир.
Кен Левин, однако, отрицал прямую связь между Голтом и Райаном, указывая на то, что Райан — не сверхчеловек, а обычный смертный, способный совершать ошибки и раскаиваться в них. По его словам, образ Эндрю Райана представляет собой комбинацию нескольких исторических личностей, в том числе самой Айн Рэнд и реального миллионера и новатора Говарда Хьюза.
Другим важным источником вдохновения Левин называл роман «Сияние» Стивена Кинга — как образец литературы ужасов. Действие книги Кинга происходит в мрачном отеле «Оверлук», закрытом на время межсезонья. По словам Левина, он пытался перенести зловещую атмосферу отеля «Оверлук» в игру, сделав подводный город Восторг таким же «местом, затерявшимся во времени».
Название города «Rapture» («Восторг») перекликается с «теорией о восхищении Церкви до великой скорби», идеи которой изложены в Scofield Reference Bible (Библия с комментариями Сайруса Скоуфилда), которая очень популярна в США. Когда земля и человечество будут разрушены в ужасном огне Армагеддона, предсказанном в Апокалипсисе, «спасённые» христиане «истинной» церкви, так называемые «рождённые заново», будут избавлены от семи лет кровавой бойни и Армагеддона, и подняты в небо на божественном корабле. Это явление в своих комментариях Скоуфилд назвал «Rapture». В каноническом тексте Библии этот термин не встречается.

### Игровой движок
| Системные требования | Системные требования | Системные требования |
| -------------------- | --- | --- |
|                      | Минимальные | Рекомендуемые |
| Windows              | | |
| ОС                   | Windows XP с Service Pack 2 или Windows Vista                                                                                           | Windows XP с Service Pack 2 или Windows Vista                                                                                |
| ЦПУ                  | Pentium 4 2.5 ГГц (одно ядро) | Intel Core 2 Duo или AMD Athlon 64 X2                                                                                        |
| Объём ОЗУ            | 1 ГБ | 2 ГБ |
| Место на диске       | 8 ГБ свободного места | 8 ГБ свободного места |
| Видеокарта           | DirectX 9.0c совместимые карты с 128 МБ ОЗУ (NVIDIA 6600/ATI X1300 или выше, excluding ATI X1550), должна поддерживать Pixel Shader 3.0 | DirectX 9.0c совместимые карты с 512 МБ ОЗУ (NVIDIA 7900GT или выше) или DirectX 10 совместимые карты (NVIDIA 8600 или выше) |
| Звуковая плата       | 100% DirectX 9.0c совместимые карты | Sound Blaster X-Fi (Оптимизировано для EAX ADVANCED HD 4.0/5.0 совместимых карт)                                             |
| Сеть                 | Интернет соединение для активации | Интернет соединение для активации                                                                                            |

Игра была создана на изменённой версии движка Unreal Engine 2.5. Кен Левин, креативный режиссёр 2K Games, рассказывал в своём интервью, что для создания воды и всего, что было связано с ней, компанией были специально наняты программист и художник для создания основной темы игры. Игра поддерживает DirectX 9 и DirectX 10. BioShock использует физику Havok.

### Демоверсия
Демоверсия для Xbox 360 была выпущена 12 августа 2007 года, для ПК — 20 августа 2007 года. Она включала в себя первый уровень игры «Добро пожаловать в Восторг» (немного отличавшийся от уровня в полной версии игры), знакомила игрока с тремя видами оружия (гаечным ключом, револьвером и автоматом), плазмидами «Электроразряд», «Сжигание», камерами и роботами охраны, турелями, которые можно было взломать, и мутантами (громилами и стрелками). Уровень сложности «Hard» и сохранение игры были заблокированы. После прохождения первого уровня, демонстрировался ролик с расширенными возможностями игры: использование других видов оружия (дробовика, гранатомёта, арбалета), плазмидов «Циклон-ловушка», «Сжигание», «Телекинез», также были предложены стратегии по борьбе с противниками. В данном ролике некоторые виды оружия и плазмиды становились доступными игроку раньше, чем это потом было предложено в игре. Демоверсия для PS3 была выпущена 2 октября 2008 года.

### Challenge Room
20 ноября 2008 года специально для PlayStation 3 было выпущено дополнение в виде трех «Challenge Rooms», включающие элементы новых локаций, объектов и арт-дизайна, никогда не используемые ранее в игре. Каждая комната предлагает игроку использовать своё логическое мышление для решения задач. Дополнение продавалось в США по цене $9.99.
- Краткое описание 3 комнат:
  - A Shocking Turn of Events — Маленькая Сестричка оказалась в ловушке наверху Колеса Обозрения в одном из тайных мест Восторга. Игрок, используя только инструменты и предметы, которые валяются рядом, должен восстановить электроснабжение Колеса и спасти Маленькую Сестричку[11].
  - The I in Team — В распоряжении игрока попадает ограниченное количество предметов и он должен победить Большого Папочку, используя своё логическое мышление, а не огнестрельное оружие.
  - Worlds of Hurt — Игрок должен пройти через 8 комнат с Большими Папочками, мутантами и ещё другими врагами. Собирая АДАМ, создавая арсенал из плазмидов, гентоников и оружия, игрок должен справиться со всеми трудностями и спасти Маленькую Сестричку.

### Продолжения
В сентябре 2007 года Штраусс Цельник (англ. Strauss Zelnick), председатель компании 2K, объявил на пресс-конференции, что, учитывая высокие продажи игры и положительные отзывы в прессе, компания рассматривает игру как часть медиафраншизы, планируя выход других игр и связанных с ними продуктов. Он также предположил, что компания может организовать поточную разработку игр серии, наподобие серии Grand Theft Auto, и выпускать по новой части BioShock каждые два-три года. В 2009 году президент 2K Кристоф Хартманн (англ. Christoph Hartmann) утверждал, что в будущем может выйти ещё пять продолжений BioShock, проводя аналогию с серией кинофильмов «Звёздные войны». 5 июня 2008 года Штраусс Цельник на квартальном совещании 2K по финансовым вопросам заявил, что у компании есть планы и на разработку игры BioShock 3, причём также находящийся в разработке фильм-экранизация BioShock должен выйти к тому же времени. BioShock 2 выйдет одновременно с выходом фильма, созданного по мотивам игры.

#### BioShock 2
11 марта 2008 года 2K официально заявила о разработке студией 2K Marin сиквела игры, BioShock 2. В интервью, данном в августе 2008 года, Кен Левин (англ. Ken Levine) сообщил, что студия 2K Boston, работавшая над оригинальной игрой, не будет принимать участия в разработке прямого продолжения, поскольку решила «замахнуться на нечто большее», «совсем-совсем иное». Первой ласточкой стал тизер-трейлер, добавленный в версию BioShock для PS3; в этом тизере продолжение фигурировало с подзаголовком BioShock 2: Sea of Dreams, хотя позже этот подзаголовок был удалён из названия. Игра BioShock 2 была выпущена 9 февраля 2010 года одновременно для Microsoft Windows, PlayStation 3 и Xbox 360. Её действие происходит в Восторге в 1968 году, спустя восемь лет после событий оригинальной игры; после гибели Эндрю Райана власть в городе захватила София Лэмб, бывший психиатр и идеологический противник Райана, вместо эгоистического объективизма проповедующая доведённый до абсурда коллективизм. Главным героем игры является Объект Дельта — один из «Больших Папочек», пытающийся воссоединиться со своей «Маленькой Сестричкой».

#### BioShock Infinite
29 марта 2013 года вышла третья часть серии, BioShock Infinite, разработанная компанией Irrational Games (бывшей 2K Boston) под руководством Кена Левина. Основная игра связана с BioShock и BioShock 2 лишь косвенно, но использует схожие темы и образы. Её действие происходит в 1912 году в вымышленном, как и Восторг, летающем городе Колумбия; главный герой BioShock Infinite, частный детектив Букер Девитт посещает Колумбию в поисках девушки по имени Элизабет, обладающей сверхъестественными способностями. BioShock Infinite обращается к тематике параллельных миров, и в ходе путешествий между мирами и во времени герои посещают и город Восторг из BioShock. Действие двух загружаемых дополнений Burial at Sea к BioShock Infinite тесно связано с BioShock и происходит в Восторге до начала событий BioShock, устанавливая связь между двумя играми. В дополнениях Букер и Элизабет — альтернативные версии персонажей основной игры, живущие в Восторге в 1958 году — разыскивают в подводном городе девочку по имени Салли; эти поиски разворачиваются на фоне противостояния между основателем Восторга Эндрю Райаном и авантюристом Фрэнком Фонтейном, и показано, что два города — Восторг и Колумбия — были связаны друг с другом через порталы во времени и пространстве.

## BioShock: Challenge Rooms
BioShock: Challenge Rooms — дополнение к игре BioShock выпущенное 20 ноября 2008 года эксклюзивно для консоли PlayStation 3.

### Игровой процесс
Дополнение состоит из трёх автономных арен, одна из них сосредоточена на боях, две другие на головоломках и исследованиях. Само же дополнение сюжетно никак не связано с оригинальной игрой, о чем говорит вступительный экран в начале DLC.

## Саундтрек
Темы звукового оформления игры были написаны композитором Гарри Шайманом. Для создания атмосферы 1950-х годов использованы хиты известных исполнителей того времени, а также на уровне Форт «Весёлый» звучит музыка Петра Чайковского.
Оригинальные темы игры
Композитор Гарри Шайман (Garry Schyman)
1. «The Ocean on His Shoulders» (Главная тема BioShock)
2. «Welcome to Rapture»
3. «Doctor Steinman»
4. «The Docks»
5. «The Dash»
6. «Step Into My Gardens»
7. «Dancers on a String»
8. «Cohen’s Masterpiece»
9. «The Engine City»
10. «Empty Houses»
11. «This is Where They Sleep»
12. «All Spliced Up»

«Звуки Восторга»
1. «The Ocean on His Shoulders»
2. «Andrew Ryan — Tauchfahrt»
3. «Welcome to Rapture»
4. «Andrew Ryan — Hohn»
5. «Dr. Steinman»
6. «Dr. Steinman — Schwester, Skalpell!»
7. «The Docks»
8. «Geist — Schönheit versprochen»
9. «The Dash»
10. «Atlas — Little Sisters»
11. «Step into My Gardens»
12. «Dr. Suchang — Zarn-Versuch»
13. «Dancers on a String»
14. «Atlas — Die ganze Stadt Geht zum Teufel»
15. «Cohen’s Masterpiece»
16. «Martin Finnegan — Der Eismann kommt»
17. «The Engine City»
18. «Geist — Total verspliced»
19. «Empty Houses»
20. «Dr. Suchong — Bewussteinskontrolle»
21. «This is Where They Sleep»
22. «Andrew Ryan — Natur der Dinge»
23. «All Spliced Up»

«Я Восторг — Восторг это я»
1. «Ocean on His Shoulders»
2. «Welcome to Rapture»
3. «Dancers on a String»
4. «Cohen’s Masterpiece»
5. «Step into My Garden»
6. «The Docks»
7. «This is Where They Sleep»
8. «The Engine City»
9. «All Spliced Up»
10. «Dr. Steinman»
11. «Empty Houses»
12. «Lost Soul»
13. «The Good One»
14. «Rapture Daily News»
15. «Busted Sub»
16. «Spliced Aphrodite»
17. «Diseased Medical»
18. «Cohen is Lurking»
19. «Haunted Slums»
20. «Bowels of the City»
21. «Becoming One of Them»
22. «Combat Medly»
23. «Rise, Rapture, Rise»
24. «Gameplay Cues»

Лицензированная музыка
1. Бобби Дарин (Bobby Darin) — «Beyond the Sea»
2. Бинг Кросби (Bing Crosby) — «Brother, Can You Spare a Dime?[англ.]»
3. Бинг Кросби — «Wrap Your Troubles In Dreams[англ.]»
4. Билли Холидей (Billie Holiday) — «God Bless The Child[англ.]»
5. Билли Холидей — «Night and Day»
6. Джанго Рейнхардт и Стефан Граппелли (Django Reinhardt & Stéphane Grappelli) — «La Mer»
7. Джанго Рейнхардт и Стефан Граппелли — «Liza (All the Clouds’ll Roll Away)»
8. Джанго Рейнхардт и Стефан Граппелли — «Jitterbug Waltz[англ.]»
9. Джанго Рейнхардт и Стефан Граппелли — «It Had to Be You»
10. Джанго Рейнхардт и Стефан Граппелли — «Please Be Kind»
11. The Ink Spots — «The Best Things in Life are Free[англ.]»
12. The Ink Spots — «If I Didn’t Care[англ.]»
13. Коул Портер вместе с Винсом Джордано и его Ночными ястребами (Cole Porter with Vince Giordano[англ.] & his Nighthawks) — «You’re the Top»
14. Марио Ланца (Mario Lanza) — «Danny Boy»
15. Ноэл Кауард (Noel Coward) — «Twentieth Century Blues»
16. Ноэл Кауард — «The Party’s Over Now»
17. Перри Комо (Perry Como) — «Papa Loves Mambo[англ.]»
18. Патти Пейдж (Patti Page) — «(How Much Is) That Doggie in the Window?»
19. Петр Чайковский — «Вальс цветов» из балета «Щелкунчик»
20. Розмари Клуни (Rosemary Clooney) — «It’s Bad for Me»
21. Сёстры Эндрюс (The Andrews Sisters) — «Bei Mir Bist Du Schon»

Дополнительная лицензированная музыка
1. Джонни Рэй (Johnnie Ray) — «Just Walking In The Rain[англ.]» (находится в файлах игры)
2. Ноэл Кауард (Noel Coward) — «World Weary» (находится в файлах игры)
3. Клифф Айделмен (Cliff Eidelman) — «Ballroom Waltz» (играет когда Сандер Коэн спускается по лестнице после завершения Квадриптиха)
4. Бадди Рич (Buddy Rich) и Гарри Эдисон (Harry Edison) — «You’re Getting to be a Habit With Me» (эксклюзив для PS3, играет в загрузочном экране BioShock)
5. Faux Frenchmen — «Wild Ride» (находится в файлах игры)
6. Христианский гимн — «Jesus Loves Me» (напевает мутант в комнате около фотосканера)

Издание с нумерованным тиражом (BioShock EP)
1. Moby and Oscar the Punk — «Beyond the Sea»
2. Moby and Oscar the Punk — «God Bless the Child»
3. Moby and Oscar the Punk — «Wild Little Sisters»

## Обзоры в прессе
| Сводный рейтинг       | Сводный рейтинг                                                                         | Сводный рейтинг                                                                         | Сводный рейтинг                                                                         |
| Издание               | Оценка                                                                                  | Оценка                                                                                  | Оценка                                                                                  |
| Издание               | PC                                                                                      | PS3                                                                                     | Xbox 360                                                                                |
| --------------------- | --------------------------------------------------------------------------------------- | --------------------------------------------------------------------------------------- | --------------------------------------------------------------------------------------- |
| GameRankings          | 94,58 %                                                                                 | 93,66 %                                                                                 | 95,07 %                                                                                 |
| Metacritic            | 96/100                                                                                  | 94/100                                                                                  | 96/100                                                                                  |
| MobyRank              | 94/100                                                                                  | N/A                                                                                     | 95/100                                                                                  |
| Иноязычные издания    |                                                                                         |                                                                                         |                                                                                         |
| Издание               | Оценка                                                                                  | Оценка                                                                                  | Оценка                                                                                  |
| Издание               | PC                                                                                      | PS3                                                                                     | Xbox 360                                                                                |
| 1UP.com               | N/A                                                                                     | N/A                                                                                     | A+                                                                                      |
| Edge                  | N/A                                                                                     | N/A                                                                                     | 8/10                                                                                    |
| EGM                   | N/A                                                                                     | N/A                                                                                     | 10/10                                                                                   |
| Eurogamer             | N/A                                                                                     | N/A                                                                                     | 10/10                                                                                   |
| Game Informer         | N/A                                                                                     | N/A                                                                                     | 10/10                                                                                   |
| GameSpot              | N/A                                                                                     | N/A                                                                                     | 9/10                                                                                    |
| GameTrailers          | N/A                                                                                     | N/A                                                                                     | 9,5/10                                                                                  |
| IGN                   | N/A                                                                                     | N/A                                                                                     | 9,7/10                                                                                  |
| OXM                   | N/A                                                                                     | N/A                                                                                     | 10/10                                                                                   |
| PC Gamer (UK)         | 95 %                                                                                    | N/A                                                                                     | N/A                                                                                     |
| Русскоязычные издания |                                                                                         |                                                                                         |                                                                                         |
| Издание               | Оценка                                                                                  | Оценка                                                                                  | Оценка                                                                                  |
| Издание               | PC                                                                                      | PS3                                                                                     | Xbox 360                                                                                |
| «Игромания»           | 9,5                                                                                     | N/A                                                                                     | N/A                                                                                     |
| Награды               |                                                                                         |                                                                                         |                                                                                         |
| Издание               | Награда                                                                                 | Награда                                                                                 | Награда                                                                                 |
| AIAS                  | Художественное направление, Оригинальная музыкальная композиция, Звуковой дизайн (2008) | Художественное направление, Оригинальная музыкальная композиция, Звуковой дизайн (2008) | Художественное направление, Оригинальная музыкальная композиция, Звуковой дизайн (2008) |
| BAFTA                 | Лучшая игра (2007)                                                                      | Лучшая игра (2007)                                                                      | Лучшая игра (2007)                                                                      |
| Game Informer         | Игра года (2007)                                                                        | Игра года (2007)                                                                        | Игра года (2007)                                                                        |
| IGN                   | Компьютерная игра года (2007)                                                           | Компьютерная игра года (2007)                                                           | Компьютерная игра года (2007)                                                           |
| Spike TV              | Лучшая игра (2007)                                                                      | Лучшая игра (2007)                                                                      | Лучшая игра (2007)                                                                      |
| X-Play                | Игра года (2007)                                                                        | Игра года (2007)                                                                        | Игра года (2007)                                                                        |

### Оценки в зарубежной прессе
По данным сайта Gamerankings.com средняя оценка, поставленная более 40 изданиям, посвящённым играм — 9,5 из 10. 10 изданий (1UP, Game Industry News, Gameguru Mania, Game Chronicles, VideoGamer, G4 — X-Play, Gamer 2.0, GameSpy, GameTap, GameDaily, Jolt UK) поставили игре максимальную оценку. 19 изданий (GamingExcellence, Netjak, IC-Games, GameAlmighty, IGN, Fragland, PC Zone UK, Cheat Code Central, 2404 — PC Gaming, PC Format UK, Play Magazine, GameShark, GameZone, Gaming Age, Game Revolution, Gametrailers, GamerNode, UGO, PC Gamer) поставили оценку от 95 до 99 %.

### Награды
До выхода игры она уже была названа «Игрой года» разными сетевыми сайтами игр, GameSpot, IGN, GameSpy. GameTrailers назвал трейлер к игре лучшим трейлером года. BioShock получил премию, как лучшая игра для Xbox 360 в Лейпциге на Games Convention.
После того, как игра была выпущена для Xbox360 и ПК Spike TV Awards (североамериканская кабельная сеть, подразделение MTV Network) назвал BioShock лучшей игрой года, лучшей игрой года для Xbox 360, и номинировала игру на 4 награды: Лучший шутер, Лучшая графика, Лучшая игра для ПК, Лучший саундтрек. Игра также была названа лучшей игрой года британской академией BAFTA. Игра была названа X-Play (ТВ программа о компьютерных играх, выходящая в США, Канаде, Австралии, Израиле) Игрой года, а также получила награды за Лучший оригинальный саундтрек, Лучший сценарий, и Лучший арт-дизайн.

### Оценки в российской прессе
Журнал «Игромания» поставил игре 9,5 балов из 10, и назвал её «Игрой года» (2007). Отметив, что изо всех лучших игр года «BioShock — самое цельное и законченное произведение. Это зрелая, продуманная работа людей, которые знали, что делают. И джаз, и платья, и плазмиды — все это здесь выглядит не нагромождением, несомненно, приятных элементов, а внятной, стройной концепцией. BioShock, как ни одна другая игра в 2007 году, вплотную подходит к понятию „интерактивное искусство“». Также по итогам года момент встречи с Эндрю Райаном занял второе место среди «10 лучших моментов года».
Журнал «Лучшие компьютерные игры» дал игре оценку 93 % и присудил награду «Абсолютный шедевр», а также серебро (второе место) в номинации «игра года». Вердикт: «BioShock заново открывает забытый жанр, рассказывая нам захватывающую историю о слепом безумии и безрассудной надежде в гибнущем подводном городе». 10 баллов из 10 был удостоен звук, 9 баллов — графика, в частности были отмечены «эффекты воды, высокое качество работы художников, картинки в стиле иронического ретро, архитектура ар-деко». Среди недостатков игры: однообразие врагов, предсказуемые задания и «местами однообразные интерьеры».
Журнал «Страна игр» дал игре оценку 9 из 10, сделав вывод, что игра — это «бездна очарования и разочарования одновременно. Произведение искусства, экскурс в философию объективизма, отличная аудиокнига и монотонный линейный „шутер 2.0“ в одном флаконе. Ощущение сладкой тоски и смутные надежды на что-то большее — наверное, на BioShock 2».
Журнал «PC Игры» поставил игре оценку 9 из 10, отметив «отменные визуальные эффекты, потрясающий дизайн уровней, интригующий сюжет с философским подтекстом и впечатляющий музыкальный ряд».
Журнал «Навигатор игрового мира» оценил BioShock в 8.8, отметив, что уникальный и прекрасно проработанный антураж, отлично передающего атмосферу глубоководного трындеца, вместе с ретро-музыкой и фантасмагорией генной инженерии в состоянии снести башню как фанатам System Shock 2, так и простым смертным.
Игровой портал Absolute Games поставил игре оценку 9,2 из 10 назвав игру претендентом на «Игру года».
Проект CNews «Боевой народ» дал игре оценку 9 из 10. Игра, по словам автора статьи, «альтернативный мир, маленькая вселенная, которую хочется изучить, раскрыть её тайны, и при этом выжить здесь». Также отмечено, что «практически все компоненты BioShock выполнены на должном уровне, что в совокупности демонстрирует высочайшую планку качества, которой редко достигали другие игры». К достоинствам отнесены сюжет, геймплей, интерьеры, саундтрек, актёрская игра и звуковое оформление среды. К недостаткам «урезанные возможности морального выбора», «недостатки графики» и геймплея, который во второй половине «напоминает мясорубку».
Портал 3DNews в своей статье об игре заметил: «…именно такие изделия … придают слову „игроиндустрия“ новое значение, зачастую граничащее с понятием „искусство“. Здесь есть всё, о чём только может мечтать рыцарь клавиатуры и мышки, — отличный сюжет и творческая его подача; великолепная атмосфера; потрясающая графика, насыщенная самыми современными технологиями, и запоминающаяся музыка», «особой похвалы заслуживает графика, работающая в режимах DirectX 9.0 и DirectX 10. Главным её достоянием является проработанная до мелочей вода и все эффекты, с нею связанные», «BioShock ориентирован … на сюжетное прохождение, которое затягивает, словно водоворот» и сделал вывод, что игра — одна из лучших за последние годы.
В Ferra.ru сделали вывод, что игра обладает стильной обстановкой, отличным музыкальным сопровождением, «создаёт новые рамки для экшенов от первого лица».
Обозреватель Lenta.ru Игорь Белкин отметил, что поначалу BioShock кажется заурядным шутером или «ужастиком», подобным Condemned: Criminal Origins, но позже игра оказывается настолько захватывающей, что от неё невозможно оторваться. Он счел механику плазмидов самым примечательным достоинством игры, отметив также хорошую стилизацию под 1960-е годы, проработанный сюжет, хорошую графику и озвучивание. При этом Белкин раскритиковал в качестве «самого главного недостатка игры» не слишком разборчивые радиопереговоры и аудиодневники, сознательно записанные разработчиками «с эффектом „старины“», в духе радиотрансляций шестидесятых.

## Продажи
Летом 2018 года, благодаря уязвимости в защите Steam Web API, стало известно, что точное количество пользователей сервиса Steam, которые играли в BioShock Remastered хотя бы один раз, составляет 1 289 273 человека.

## Издания для любителей

### Коллекционное издание
2K Games, выполняя просьбы поклонников игры, собиралась выпустить специальную коллекционную коробку с игрой, которая комплектуется фигуркой Большого Папочки (15 см), DVD-Video диском, рассказывающий о создании игры и CD с саундтреком к игре. Перед тем, как коллекционное издание было выпущено, CD с саундтреком был заменён на сингл с 3 композициями к игре (Beyond the Sea, God Bless the Child и Wild Little Sisters). Поскольку многие фигурки Большого Папочки оказались повреждёнными, компания заменила их на Art Book с арт-дизайном к игре.
В России игра вышла только в Jewel упаковке.

### Art Book
13 августа 2007 года 2K Games выпустила артбук, в котором был продемонстрирован процесс создания Мира игры, приведены разные модификации противников, машин, интерьера города. Эта книга доступна в 2 форматах — в низком и высоком качестве.

## Предстоящая экранизация

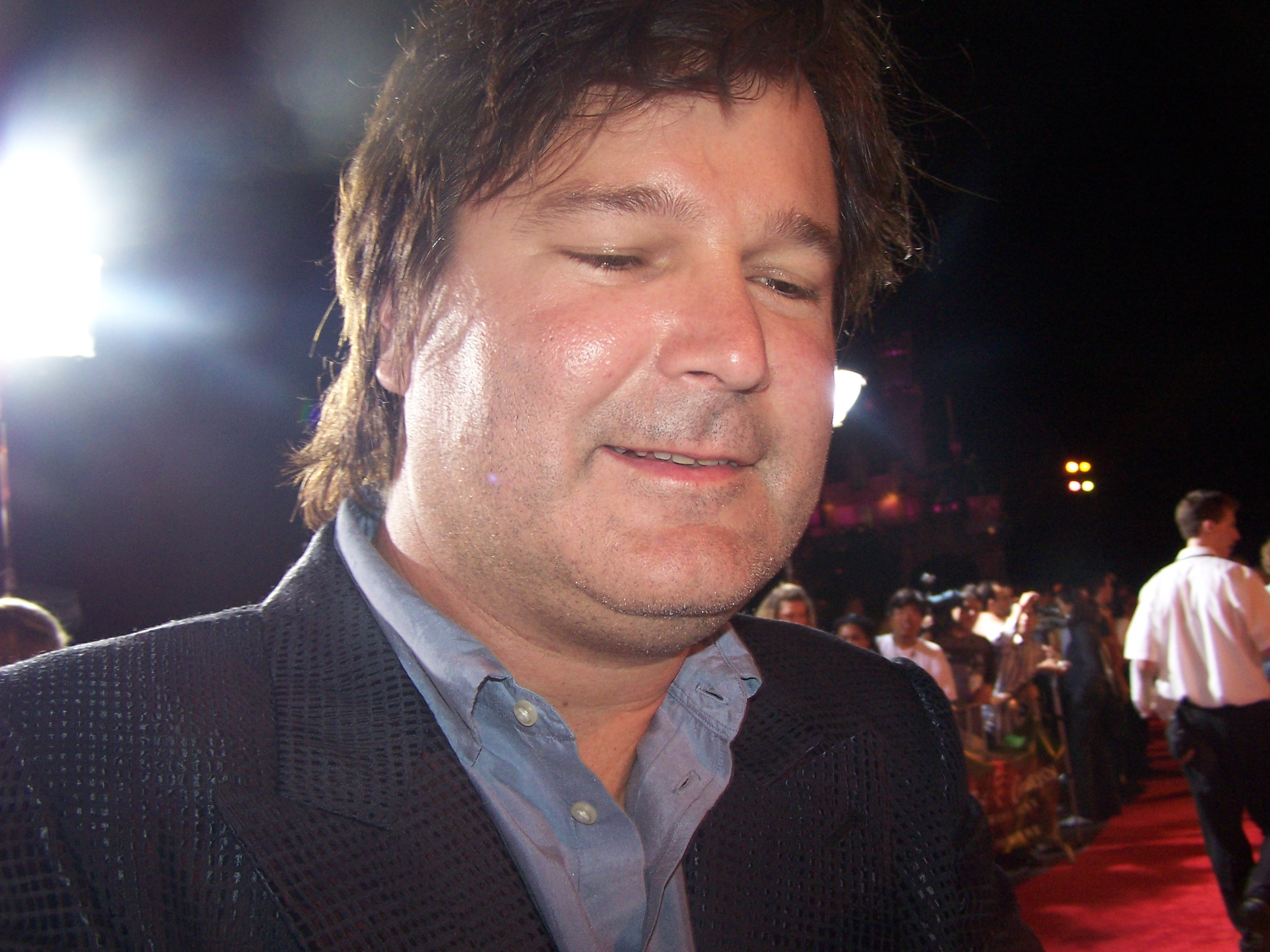
Гор Вербински

Сразу же после выхода игры в прессе появились слухи о том, что в будущем может быть снят фильм-экранизация игры, активно использующий компьютерную графику и съёмки на фоне зелёного экрана, подобно фильму «300 спартанцев», для воссоздания фантастических декораций Восторга. 9 мая 2008 года компания Take-Two объявила о том, что заключила с кинокомпанией Universal Studios договор о съёмках экранизации BioShock с участием Гора Вербински в качестве режиссёра и Джона Логана в качестве сценариста. Ожидалось, что фильм выйдет на экраны в 2010 году, но его производство затянулось из-за проблем с бюджетом. Вербински высоко ценил сюжет оригинальной игры, сравнивал его с античными трагедиями об Эдипе и планировал строить сюжет фильма подобным образом, начиная с крушения самолета. Они с Логаном пытались завершить сценарий финалом, который неким образом отразил бы обе концовки игры — хорошую и плохую. Вербински позже пояснял, что его желание сделать фильм рассчитанным исключительно на взрослую аудиторию (рейтинг R) вошло в конфликт с планами представителей кинокомпании, рассчитывавших на более мягкий рейтинг PG-13 и, следовательно, более широкую аудиторию, включая подростков. Примечательно, что сама игра в США имеет рейтинг Mature и не предназначена для подростков младше 17 лет. Кен Левин также отмечал, что обязательным требованием со стороны Вербински был взрослый рейтинг, позволяющий показать «много крови».
Сценарий Логана попал в сеть в 2020 году; он в целом следует игре, проходя все основные сюжетные повороты — в том числе падение самолета с Джеком на борту, посещение различных мест в Восторге наподобие галереи Коэна или «Даров Нептуна», встречу с Райаном, раскрытие загадки фразы «будь так любезен» и битву с Атласом-Фонтейном. Этот сценарий включает в себя ряд жестоких сцен, которые потребовали бы «взрослого» рейтинга — например, в одном из эпизодов сопровождающий Джека билетёр Руди жестоко расправляется с одной из Маленьких Сестричек, размозжив ей голову, чтобы извлечь АДАМ, после чего его самого убивает Большой Папочка. Финал сценария следовал скорее плохой концовке игры — Джек убивает доктора Тененбаум и объявляет о намерении распространить славу Восторга на весь мир, сплайсеры захватывают подводную лодку с ядерными ракетами. Обозреватель «Мира Фантастики» Кирилл Размыслович предполагал, что такой мрачный финал был написан намеренно как «цензурная утка» — чтобы студия потребовала его заменить, что Вербински бы и сделал, но при этом сохранил бы другие моменты, которые в противном случае были бы вырезаны.
Проект Вербински прошёл ранние предпроизводственные этапы — был написан сценарий, сделаны раскадровки, проведены прослушивания для актёров; по словам Вербински, до начала съёмок оставалось буквально два месяца. 24 августа 2009 года было объявлено, что Вербински покинул место режиссёра в связи с решением кинокомпании снимать фильм не в США, а за рубежом с целью снижения расходов на съёмки. Как пояснил Вербински, зарубежные съёмки помешали бы его работе над анимационным фильмом «Ранго». Тем не менее, Вербински остался участвовать в проекте в качестве продюсера, а в качестве режиссёра был выбран Хуан Карлос Фреснадильо. В январе 2010 года проект находился на стадии препродакшна, при этом над ним работали режиссёр Хуан Карлос Фреснадильо и актёр Брейден Линч, ранее озвучивавший мутантов-«пауков» в BioShock 2. Вербински сообщал, что экранизация испытывает трудности с бюджетом, но выражал уверенность, что эти проблемы будут преодолены. Он также утверждал, что фильм будет однозначно иметь рейтинг R.
В марте 2013 года Кен Левин подтвердил, что фильм официально отменён. Он сообщил, что после коммерческого неуспеха «Хранителей» (2009), также кровавого «взрослого» фильма с рейтингом R и высоким бюджетом, продюсеры обеспокоились завышенным 200-миллионным бюджетом экранизации BioShock. Опасаясь, что фильм себя не окупит, Universal Studios попыталась добиться снижения бюджета до более скромных 80 миллионов долларов США, что и привело к уходу Вербински и Фреснадильо из проекта. В дальнейшем для фильма был найден неназванный новый режиссёр, готовый работать с меньшим бюджетом, но Левин и 2K Games отвергли эту кандидатуру, и Левин в конечном счёте принял решение закрыть проект, считая, что с учётом всех накопившихся в процессе разработки проблем и компромиссов фильм выйдет неудачным. Несмотря на отмену проекта, в 2014 году студия Sony Pictures зарегистрировала три домена со словами «BioShock» и «фильм» — bioshock-movie.com, bioshock-movie.net и bio-shock.net. В 2015 году в результате утечки электронных писем из студии Sony Pictures стал известно, что актёр Райан Гослинг интересовался, «правда ли» студия занимается фильмом по BioShock — видимо, с желанием поучаствовать в проекте.
В феврале 2022 года было объявлено что экранизацию разрабатывает Netflix. Она будет в виде полнометражного фильма. В августа того же года было объявлено, что режиссёром будет Фрэнсис Лоуренс, сценаристом — Майкл Грин. В октябре 2023 года Грин и Лоуренс сотрудничали над новым черновиком сценария. Хотя продюсер Рой Ли на San Diego Comic Con 2024 года подтвердил, что проект всё ещё находится в разработке, он сказал, что изменения в руководстве Netflix сократили бюджет на фильм «BioShock», поэтому они переработали фильм; «Это будет более личная точка зрения, в отличие от более грандиозного, большого проекта», — сказал Ли.